# Z Andromedae
Z Andromedae är en symbiotisk stjärna i stjärnbilden Andromeda. 
Stjärnan bildar prototyp för Z Andromedae-variablerna (ZAND) och varierar i sina kataklysmiska utbrott mellan visuell magnitud +7,7 och 11,3.